# Хазы (деревня)
Хазы — опустевшая деревня в Верхошижемском районе Кировской области в составе Мякишинского сельского поселения. 

## География
Находится на расстоянии примерно 13 км на юг-юго-запад от районного центра посёлка Верхошижемье. 

## История
Известна была с 1764 года как починок Каменный с населением 19 человек. В 1873 году учтено здесь (починок Каменный или Хазы) дворов 11 и 117, в 1905  12 и 89, в 1926 (уже деревня Хазы или Камешинский) 17 и 89, в 1950 39 и 86 (в тот год отдельно учитывалась деревня Хазы и Крахмало-паточный завод). В 1989 постоянных жителей уже не было учтено. 

## Население
Постоянное население  составляло 1 человек (русские 100%) в 2002 году, 0 в 2010.